# Вальд, Александр Иванович
Александр Иванович Вальд (1830 — 1886) — русский морской офицер, контр-адмирал (1882). Участник Крымской войны.

## Биография
28 марта 1851 года зачислен юнкером в Балтийский флот. 6 мая 1853 года произведен в чин мичмана с назначением в Черноморский флот. 18 ноября 1853 года на корабле «Императрица Мария» участвовал в Синопском сражении и «за быстрое выполнение обязанностей и отличное присутствие духа» произведен 18 декабря в чин лейтенанта и награжден орденом Св. Анны IV степени с надписью «За храбрость». В 1854—1855 годах участвовал в обороне Севастополя и за храбрость был награжден орденами Св. Владимира IV степени с мечами и бантом, Св. Станислава II степени с мечами, Св. Анны III степени с мечами и бантом. 
В 1856 году в должности старшего офицера винтового корвета «Удав» крейсировал в Финском заливе, а в 1857—1860 годах в Чёрном море. В 1860—1862 годах в должности вахтенного начальника на пароходе «Лена» и транспорте «Манджур» служил в Сибирской флотилии. В 1862—1863 годах на корвете «Удав» крейсировал у восточного побережья Черного моря. 1 января 1863 года произведён в чин капитан-лейтенанта. В 1864—1865 командовал транспортом «Днестр», а в 1867—1871 годах шхуной «Эльборус» в Чёрном море. 1 января 1871 года произведён в чин капитана 2-го ранга с переводом в Балтийский флот. 23 августа 1872 года уволен для службы на коммерческих судах. 1 января 1875 года произведён в чин капитана 1-го ранга. 16 апреля 1877 года зачислен на действительную службу с зачислением во 2-й Черноморский флотский экипаж. В 1877—1878 годах командовал батареей № 2 во время обороны Одессы в Русско-Турецкую войну. 28 апреля 1882 года произведен в чин контр-адмирала с увольнением в отставку.

## Память
В честь А. И. Вальда назван остров Вальдта (фамилия на карты наносится с искажением; Залив Петра Великого, остров нанесён на карту в 1859—1862 гг., тогда же назван по фамилии члена экипажа транспорта «Манджур» А. И. Вальда).